# Судін
Судін (грец. Σουδινες, бл. 240 до н.е.) — вавилонський мислитель. Він згадується як один із знаменитих халдейських математиків, астрономів, астрологів римськими письменниками, такими як Страбон (Географія 16: 1-6).
Як і його попередник Берос, він переїхав з Вавилона й осів в грецькій громаді. Був радником царя Пергаму Аттала. Вважається (напр. Римським астрономом-астрологом Ветієм Валенсом), що він опублікував таблиці для обчислення руху Місяця. Говориться, що дана теорія використовувалася греками аж до її заміни теоріями Гіппарха та Клавдія Птолемея.
Судін, можливо, був важливою ланкою в передачі астрономічних знань вавилонян грекам. Однак мало що відомо сьогодні про його роботи та нічого не відомо про його життя.
Крім того, передбачається, що він першим став надавати астрологічне значення коштовних каменів.